# Patrycja Gruszyńska-Ruman
Patrycja Marta Gruszyńska-Ruman, także Gruszczyńska-Ruman (ur. 1 października 1975 w Warszawie, zm. 26 sierpnia 2016 tamże) – polska dziennikarka radiowa.

## Życiorys
Córka Jana i Grażyny. Gruszyńska-Ruman ukończyła studia w Laboratorium Reportażu na Wydziale Dziennikarstwa Uniwersytetu Warszawskiego. Karierę rozpoczęła w 1994. Początkowo związana była z Radiem Warszawa i Radiem Plus (1999–2000). Od 2000 do 2016 pracowała w Studiu Reportażu i Dokumentu Polskiego Radia.

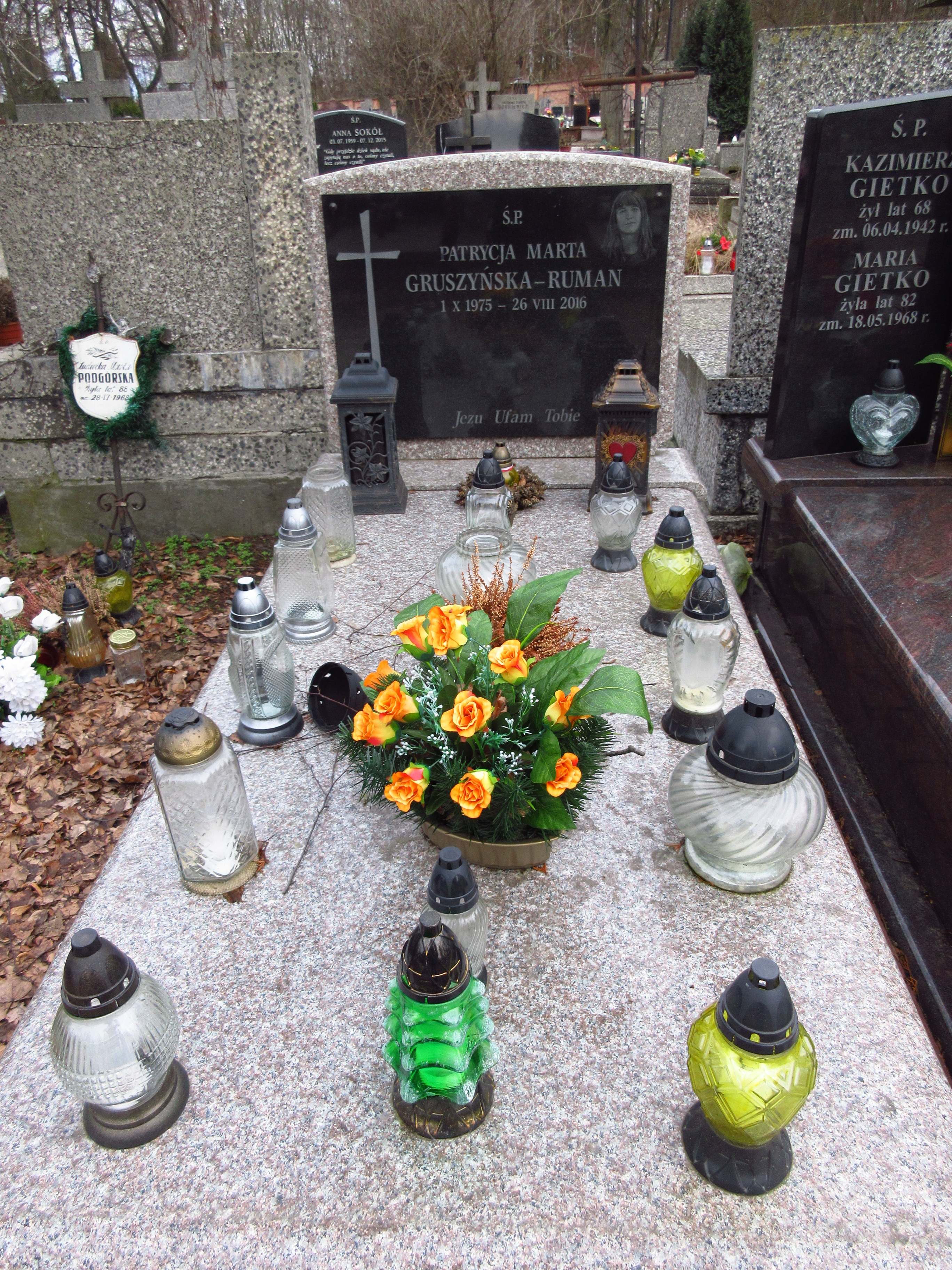
Grób Patrycji Gruszyńskiej-Ruman na Cmentarzu Bródnowskim.

Najwięcej nagród przyniósł jej reportaż WINna nie WINna o Stanisławie Rachwał, byłej więźniarce obozu w Auschwitz-Birkenau, która za działalność antykomunistyczną w ramach organizacji Wolność i Niezawisłość (WiN) została skazana na karę śmierci. W więzieniu Montelupich była zmuszona do konfrontacji z jej dręczycielką z obozu w Auschwitz, komendantką Marią Mandel. Innymi ważnymi reportażami były: Awantura o Asię, Cudowny przypadek, Śmietnik po Śląsku, Wrócę, kiedy słońce już nie będzie mi potrzebne. 
Z mężem Janem miała córki: Kaję, Klarę, Carmen i Kamilę. Zmarła na chorobę nowotworową. Pochowana na Cmentarzu Bródnowskim w Warszawie.

## Nagrody i wyróżnienia
- 2008 – laureatka nagrody dla najlepszego reportażu audio Festiwalu Mediów Człowiek w Zagrożeniu za reportaż WINna nie WINna[11]
- 2009 – Główna Nagroda Wolności Słowa Stowarzyszenia Dziennikarzy Polskich za reportaż WINna nie WINna[12]
- 2009 – nagroda Prix Italia: Radio documentary – overall quality za reportaż WINna nie WINna (ang. Guilty or Not Guilty)[6]
- 2009 – Radiowy Reportażysta Roku[10]
- 2010 – laureatka VI edycji Ogólnopolskiego Konkursu Reportażystów Melchiory[13]
- 2011 – Grand Press w kategorii reportaż radiowy[14]
- 2013 – Nagroda im. Janusza Kurtyki za reportaż Szczęśliwy żywot Michała Wysockiego[15]
- 2014 – Złoty Mikrofon „za wrażliwość w opowiadaniu prawdy o człowieku i świecie”[16]
- 2013 – Special Mention: Documentary w kategorii dokumentu radiowego Prix Italia za reportaż Dopóki jestem[17]